# Djoma
Djoma (russisk: Дёма, tr. Djoma) er en flod i Orenburg oblast og Republikken Basjkortostan i Den Russiske Føderation. Den er en venstre biflod til floden Belaja i Kama-flodsystemet i det sydlige Ural. Floden er 535 km lang med et afvandingsareal på 12.800 km² og en vandmængde på 35 m³/s.
Den har sit udspring på nordsiden af Obsjtsjij Syrt-plateauet i grænseområdet til Orenburg oblast. Djoma løber derfra mod nordøst og ind i Basjkortostan, hvor den danner en bred dal. Floden løber her stille i et meget bugtende flodløb med mange mæandere, specielt i den nederste strækning før den munder ud i Belaja.
Byen Davlekanovo ligger ved Djoma, og flodmundingen ligger indenfor grænsen til byen Ufa i bydelen Djoma, som er opkaldt efter floden.